# Colonial Athletic Association

Ausdehnung der Coastal Athletic Association

Die Coastal Athletic Association (auch bekannt als CAA), vor dem 20. Juli 2023 als Colonial Athletic Association bekannt, ist eine aus vierzehn Universitäten bestehende Liga für diverse Sportarten, die in der NCAA Division I spielen. Im College Football spielen die Teams in der Football Championship Subdivision (ehemals Division I-AA) in der technisch separaten Coastal Athletic Association Football Conference, die als CAA Football bezeichnet wird.
Die Liga wurde 1983 gegründet. Die Mitglieder befinden sich an der Ostküste der Vereinigten Staaten. Der Hauptsitz befindet sich in Richmond im Bundesstaat Virginia.

## Mitglieder
| Universität                                | Ort                          | Teamname           | gegründet | Trägerschaft     | Studenten | beigetreten                              |
| ------------------------------------------ | ---------------------------- | ------------------ | --------- | ---------------- | --------- | ---------------------------------------- |
| Campbell University                        | Buies Creek, North Carolina  | Fighting Camels    | 1887      | privat           | 6.500     | 2023                                     |
| College of Charleston                      | Charleston, South Carolina   | Cougars            | 1770      | staatlich        | 11.320    | 2013                                     |
| University of Delaware                     | Newark, Delaware             | Fightin’ Blue Hens | 1743      | staatlich        | 19.067    | 2001                                     |
| Drexel University                          | Philadelphia, Pennsylvania   | Dragons            | 1891      | privat           | 17.000    | 2001                                     |
| Elon University                            | Elon, North Carolina         | Phoenix            | 1899      | privat           | 5.599     | 2014                                     |
| Hampton University                         | Hampton, Virginia            | Pirates            | 1908      | privat (HBCU)    | 3.516     | 2022                                     |
| Hofstra University                         | Hempstead, New York          | Pride              | 1935      | privat           | 13.000    | 2001                                     |
| Monmouth University                        | West Long Branch, New Jersey | Hawks              | 1933      | privat           | 5.675     | 2022                                     |
| North Carolina A&T State University        | Greensboro, North Carolina   | Aggies             | 1891      | staatlich (HBCU) | 13.332    | 2022 (andere Sportarten) 2023 (Football) |
| Northeastern University                    | Boston, Massachusetts        | Huskies            | 1898      | privat           | 22.942    | 2005                                     |
| Stony Brook University                     | Stony Brook, New York        | Seawolves          | 1957      | staatlich        | 26.782    | 2013 (Football) 2022 (andere Sportarten) |
| Towson University                          | Towson, Maryland             | Tigers             | 1866      | staatlich        | 19.758    | 2001                                     |
| University of North Carolina at Wilmington | Wilmington, North Carolina   | Seahawks           | 1947      | staatlich        | 12.000    | 1985                                     |
| College of William & Mary                  | Williamsburg, Virginia       | Tribe              | 1693      | staatlich        | 7.700     | 1985                                     |

- HBCU: Historically black colleges and universities (deutsch: „Historisch afroamerikanische Colleges und Hochschulen“)

## Spielstätten der Conference

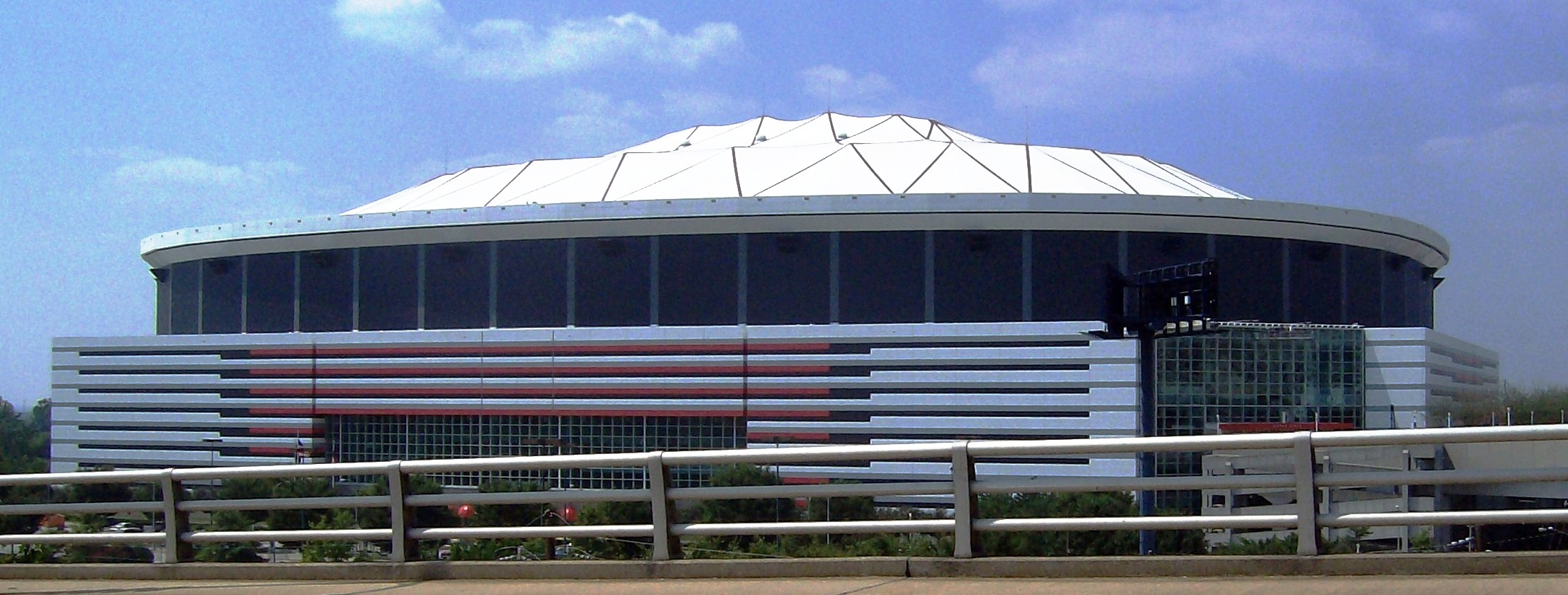
Georgia Dome

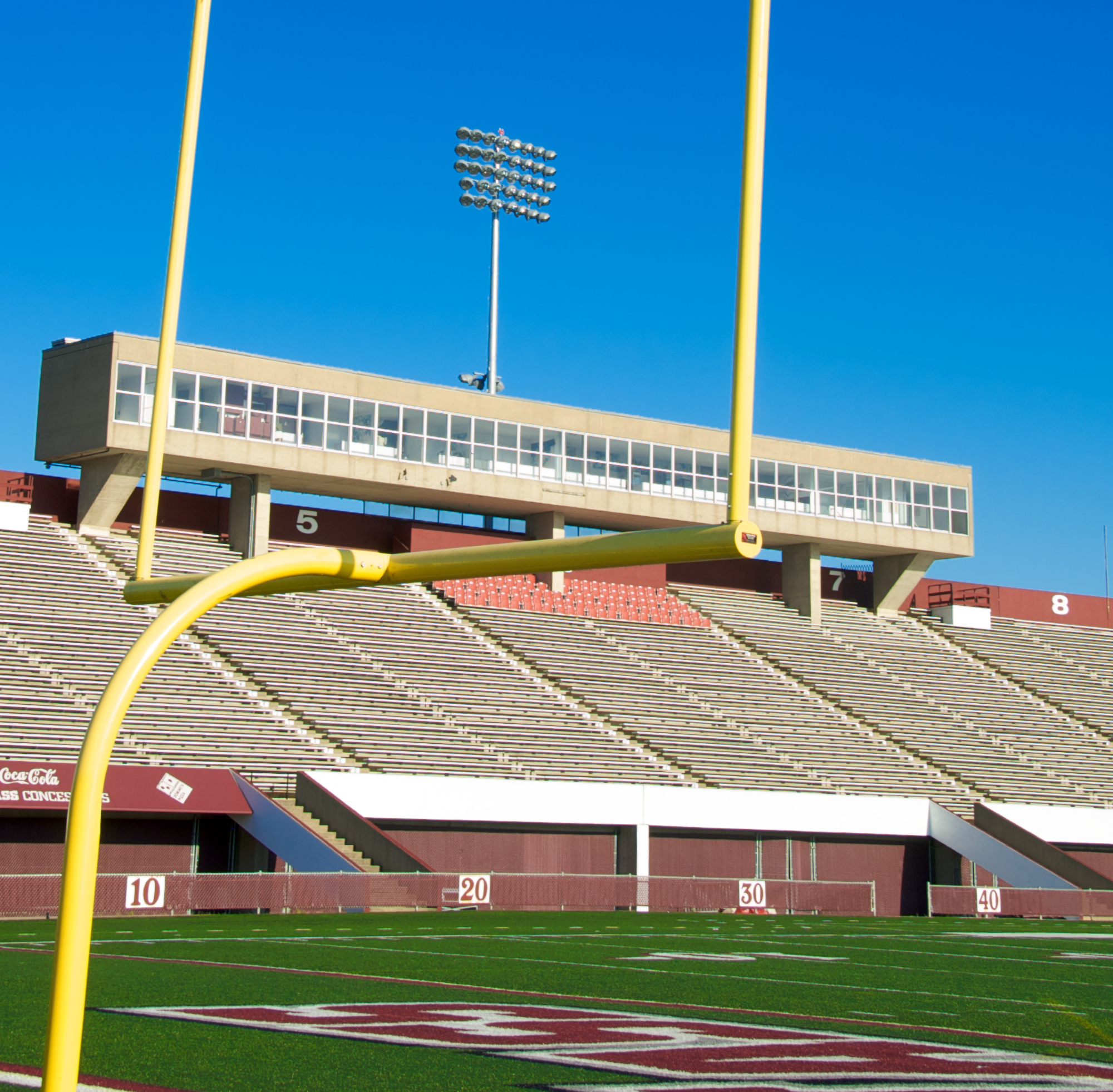
Warren McGuirk Alumni Stadium

| Universität             | Footballstadion             | Kapazität      | Basketballstadion                             | Kapazität      |
| Vollmitglieder          | Vollmitglieder              | Vollmitglieder | Vollmitglieder                                | Vollmitglieder |
| ----------------------- | --------------------------- | -------------- | --------------------------------------------- | -------------- |
| Campbell                | Barker–Lane Stadium         | 5.500          | Gore Arena                                    | 3.095          |
| Charleston              | -                           | -              | TD Arena                                      | 5.100          |
| Delaware                | Delaware Stadium            | 22.000         | Bob Carpenter Center                          | 5.000          |
| Drexel                  | -                           | -              | Daskalakis Athletic Center                    | 2.300          |
| Elon                    | Rhodes Stadium              | 11.250         | Schar Center                                  | 5.100          |
| Hampton                 | Armstrong Stadium           | 10.000         | Hampton Convocation Center                    | 6.000          |
| Hofstra                 | James M. Shuart Stadium     | 15.000         | Hofstra Arena                                 | 5.124          |
| Monmouth                | Kessler Field               | 4.600          | OceanFirst Bank Center                        | 4.100          |
| North Carolina A&T      | Truist Stadium              | 21.500         | Corbett Sports Center                         | 5.000          |
| Northeastern            | -                           | -              | Matthews Arena (Männer) Cabot Center (Frauen) | 6.000 2.500    |
| Stony Brook             | Kenneth P. LaValle Stadium  | 12.300         | Island Federal Credit Union Arena             | 4.160          |
| Towson                  | Johnny Unitas Stadium       | 11.198         | Towson Center                                 | 5.250          |
| UNC Wilmington          | -                           | -              | Trask Coliseum                                | 6.100          |
| William & Mary          | Walter J. Zable Stadium     | 12.259         | Kaplan Arena at William & Mary Hall           | 11.300         |
| Nur Football-Mitglieder |                             |                |                                               |                |
| Albany                  | Bob Ford Field              | 8.500          | Siehe America East Conference                 | -              |
| Maine                   | Alfond Stadium              | 10.000         | Siehe America East Conference                 | -              |
| New Hampshire           | Cowell Stadium              | 8.000          | Siehe America East Conference                 | -              |
| Rhode Island            | Meade Stadium               | 6.580          | Siehe Atlantic 10 Conference                  | -              |
| Richmond                | E. Claiborne Robins Stadium | 8.700          | Siehe Atlantic 10 Conference                  | -              |
| Villanova               | Villanova Stadium           | 12.500         | Siehe Big East Conference                     |                |